# Aziz Asli
Aziz Asli (en persan : عزیز اصلی), né le 9 avril 1938 à Tabriz (Iran) et mort le 23 avril 2015 à Munich (Allemagne), est un entraîneur et gardien de but international iranien.

## Biographie
Il reçoit 24 sélections en équipe d'Iran entre 1962 et 1968. Il joue son premier match en équipe nationale le 1er juin 1962 en amical contre l'Irak. Il joue son dernier match avec l'Iran le 19 mai 1968 face à l'équipe d'Israël, lors de la Coupe d'Asie des nations 1968.
Il participe avec l'Iran aux Jeux olympiques de 1964 organisés au Japon. Il joue deux matchs lors du tournoi olympique : contre la RDA puis contre la Roumanie.

## Palmarès
- Vainqueur de la Coupe d'Asie des nations 1968 avec l'équipe d'Iran.